# Çamavşar, Balya
Çamavşar là một xã thuộc huyện Balya, tỉnh Balıkesir, Thổ Nhĩ Kỳ. Dân số thời điểm năm 2010 là 734 người.